# Mastigoproctus liochirus
Mastigoproctus liochirus är en spindeldjursart som beskrevs av Pocock 1900. Mastigoproctus liochirus ingår i släktet Mastigoproctus och familjen Thelyphonidae. Inga underarter finns listade i Catalogue of Life.